# Mathieu Baumel
Mathieu Baumel est un copilote français de rallye automobile et de rallye-raid né le 17 janvier 1976 à Manosque (Alpes-de-Haute-Provence). Il est quatre fois vainqueur du Rallye Dakar en tant que copilote de Nasser al-Attiyah.

## Biographie
Mathieu Baumel vit en Andorre depuis 2020.
Il est victime le 29 janvier 2025 d'un accident de la route alors qu'il portait assistance à un véhicule en panne près de Reims. D'abord placé en coma artificiel, il prend la décision d'être amputé de sa jambe droite et espère se préparer pour le Dakar 2026.

## Palmarès

### Titres
- Coupe du monde des rallyes tout-terrain : 4 fois vainqueur  en 2015, 2016, 2017 et 2021
- Championnat du monde de rallye-raid : 2 fois vainqueur en 2022 et 2023
- Champion du monde WRC-2 2015
- 9 fois champion du MERC (Middle East Rally Championship) de 2015 à 2023
- 4 fois vainqueur du Rallye Dakar 2015, 2019, 2022 et 2023

### Rallye Dakar
- 2025: pilote  Guillaume de Mévius - 23e
- 2024: pilote  Nasser Al-Attiyah - Abd (étape 10)
- 2023: pilote  Nasser Al-Attiyah - vainqueur
- 2022: pilote  Nasser Al-Attiyah - vainqueur[4]
- 2021: pilote  Nasser Al-Attiyah - 2e[5]
- 2020 : pilote  Nasser Al-Attiyah - 2e[6]
- 2019: pilote  Nasser Al-Attiyah - vainqueur
- 2018: pilote  Nasser Al-Attiyah - 2e
- 2017: pilote  Nasser Al-Attiyah - Abd (étape 4)
- 2016 : pilote  Nasser Al-Attiyah - 2e
- 2015 : pilote  Nasser Al-Attiyah - vainqueur
- 2012 : pilote  Bernhard ten Brinke - 8e
- 2010 : pilote  Carlos Sousa - 6e
- 2009 : pilote  Guerlain Chicherit - 9e
- 2006 : pilote  Guerlain Chicherit - 9e

### Rallye-raid
- Rallye du Maroc 2011 : pilote  Bernhard ten Brinke - vainqueur

- Qatar Sealine Cross Country Rally 2014 : pilote  Nasser Al-Attiyah - vainqueur
- Qatar Sealine Cross Country Rally 2015 : pilote  Nasser Al-Attiyah - vainqueur

- Rallye des Pharaons 2015 : pilote  Nasser Al-Attiyah - vainqueur

- Baja de Hongrie 2015 : pilote  Nasser Al-Attiyah - vainqueur

- Baja de Pologne 2015 : pilote  Nasser Al-Attiyah - 2e

- Rallye Oilibya du Maroc 2014, 2015, 2016, 2017 et 2018 : pilote  Nasser Al-Attiyah - vainqueur
- Rallye d'Andalousie 2020 et 2021 :  vainqueur[7]

### Autres
- Rallye de Chypre 2015 et 2017 : pilote  Nasser Al-Attiyah - vainqueur (en ERC)